# Интерпред
Интерпред – световен търговски център София, или само „Интерпред“, е бизнес център в София, акционерно дружество, предоставящо бизнес-услуги.
Създаден е като държавно предприятие в НРБ през 1969 г. Дружеството е член на Асоциацията на световните търговски центрове.
10-етажната сграда на „Интерпред“ е построена през 1980-те години, предназначена за настаняване на търговски представителства на чуждестранни компании. Простира се на площ от 12 750 m².
По-голямата част от офисите, местата за паркиране (150 покрити и 170 открити) и конферентните зали се отдават под наем на фирми и търговски представителства от чужбина.
По време на приватизацията е продаден на Daweoo Construction, заедно с част от хотел „Шератон“.
През 2003 г. поради азиатската финансова криза Daweoo Construction го продава на „Миролио България“ АД.
Основен акционер и представител на акционерното дружество е италианецът Едоардо Миролио – CEO на „Интерпред“ АД, както и на „Миролио България“ АД (от италианската група за мода и текстил Miroglio Group).